# El Eglab
El Eglab är en bergskedja i Algeriet.   Den ligger i provinsen Tindouf, i den västra delen av landet, 1 400 km sydväst om huvudstaden Alger.